# Gorno Ablanovo, Ruse
Gorno Ablanovo (în bulgară Горно Абланово) este un sat în comuna Borovo, regiunea Ruse,  Bulgaria. 

## Demografie
Componența etnică a satului Gorno Ablanovo
     Romi (44,95%)
     Turci (3,05%)
     Bulgari (51,52%)
     Nicio identificare (0,46%)
La recensământul din 2011, populația satului Gorno Ablanovo era de 1.081 locuitori. Din punct de vedere etnic, majoritatea locuitorilor (51,52%) erau bulgari, existând și minorități de romi (44,95%) și turci (3,05%). Pentru 0,46% din locuitori nu este cunoscută apartenența etnică.